# Награда Удружења телевизијских филмских критичара за најбољу глумицу у акционом филму
Награда Удружења телевизијских филмских критичара за најбољу глумицу у акционом филму (енгл. Broadcast Film Critics Association Award for Best Actress in an Action Movie) једна је од награда коју од 2012. додељује „Удружење телевизијских филмских критичара“ најбољој глумци у акционом филму из протекле године.

## 2010e
2012: Џенифер Лоренс — Игре глади
- Емили Блант — Убица из будућности
- Џина Карано — Издаја
- Џуди Денч — Скајфол
- Ен Хатавеј — Успон мрачног витеза

2013: Сандра Булок — Гравитација
- Џенифер Лоренс — Игре глади: Лов на ватру
- Еванџелин Лили — Хобит: Шмаугова пустошења
- Гвинет Палтроу — Гвоздени човек 3

2014: Емили Блант — На рубу времена
- Скарлет Џохансон — Луси
- Џенифер Лоренс — Игре глади: Сјај слободе - Први део
- Зои Салдана — Чувари галаксије
- Шејлин Вудли — Другачија

2015: Шарлиз Трон – Побеснели Макс: Ауто-пут беса
- Емили Блант – Плаћени убица
- Ребека Фергусон – Немогућа мисија: Отпадничка нација
- Брајс Далас Хауард – Свет из доба јуре
- Џенифер Лоренс — Игре глади: Сјај слободе - Други део

2016: Марго Роби – Одред отписаних
- Гал Гадот – Бетмен против Супермена: Зора праведника
- Скарлет Џохансон – Капетан Америка: Грађански рат
- Тилда Свинтон – Доктор Стрејнџ